# Megachile asarna
Megachile asarna är en biart som beskrevs av Cockerell 1937. Megachile asarna ingår i släktet tapetserarbin, och familjen buksamlarbin. Inga underarter finns listade i Catalogue of Life.